# Magnetisme

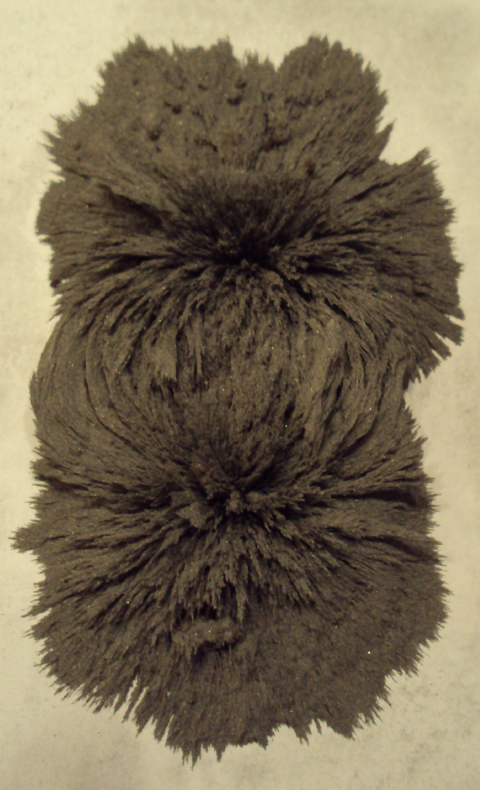
Visualisatie van een magnetisch veld, gegenereerd door een magneet, met behulp van ijzervijlsel

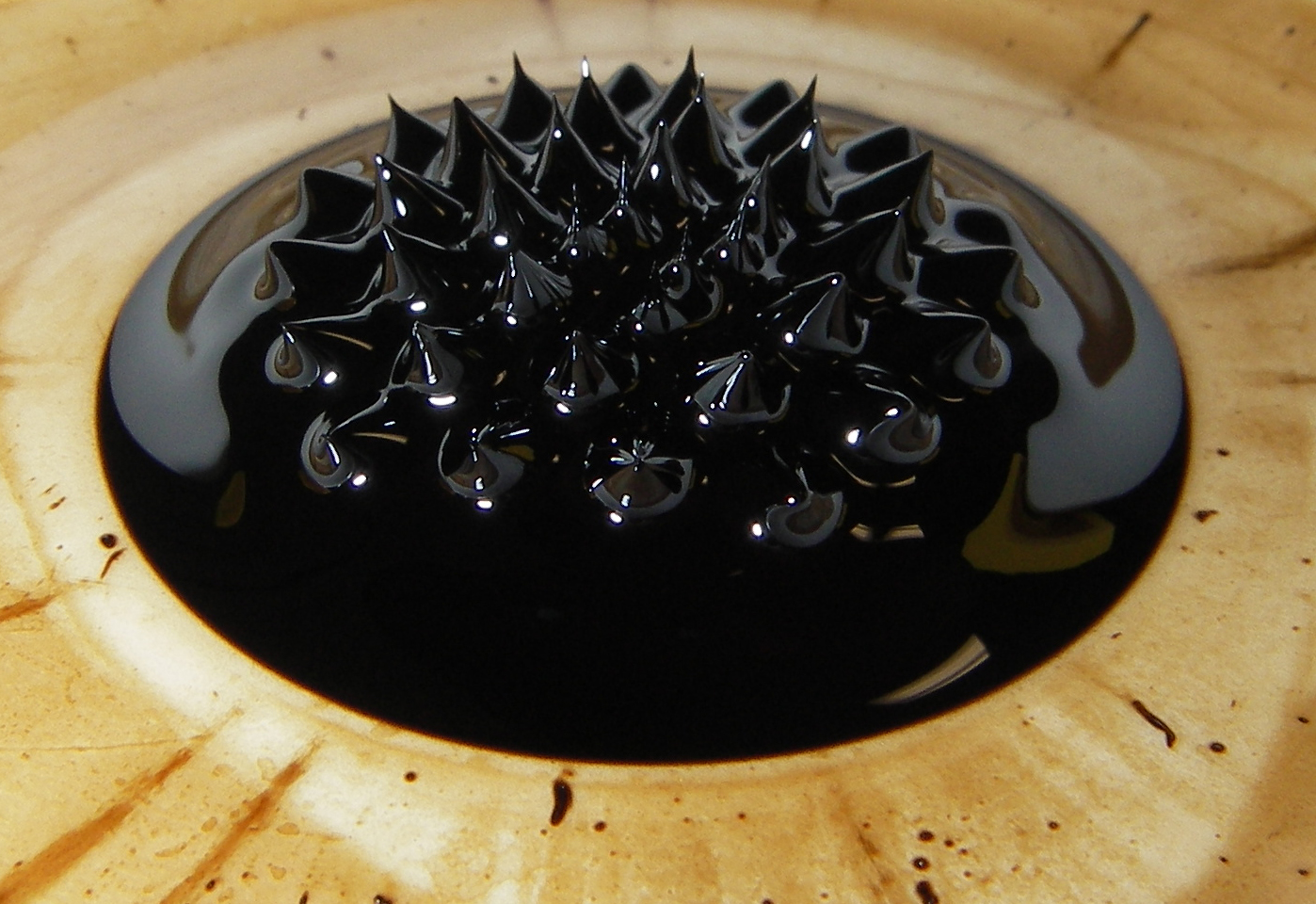
Ferrovloeistof in een magnetisch veld

Magnetisme is een natuurkundig verschijnsel dat zich uit in krachtwerking tussen magneten of andere gemagnetiseerde of magnetiseerbare voorwerpen, en een krachtwerking heeft op bewegende elektrische ladingen, zoals in stroomvoerende leidingen. De krachtwerking vindt plaats door middel van een magnetisch veld, dat door de voorwerpen zelf of anderszins wordt opgewekt.

Al in de Oudheid ontdekte men dat magnetietkristallen magnetisch zijn. Magnetiet is, evenals magnesium genoemd naar Magnesia, een gebied in Thessalië in het oude Griekenland. Verantwoordelijk voor het magnetisme van magnetiet is het aanwezige ijzer. Veel ijzerlegeringen vertonen magnetisme. Naast ijzer vertonen ook nikkel, kobalt en gadolinium magnetische eigenschappen.
Er zijn natuurlijke en kunstmatige magneten (bijvoorbeeld Alnico, Fernico, ferrieten). Alle magneten hebben twee polen die de noordpool en de zuidpool worden genoemd. De noordpool van een magneet stoot de noordpool van een andere magneet af, en trekt de zuidpool van een andere magneet aan. Twee zuidpolen stoten elkaar ook af. Omdat ook de Aarde een magneetveld heeft, met zijn magnetische zuidpool vlak bij de geografische noordpool en zijn magnetische noordpool vlak bij de geografische zuidpool, zal een vrij ronddraaiende magneet altijd de noord-zuidrichting aannemen. De benamingen van de polen van een magneet zijn hiervan afgeleid. Overigens wordt gemakshalve, maar wel enigszins verwarrend, de zuidpool van de "aardemagneet" de magnetische noordpool genoemd en de noordpool van de "aardemagneet" de magnetische zuidpool. Dit is iets waar zelden bij stilgestaan wordt, maar de noordpool van een kompasnaald wijst immers naar het noorden, dus wordt deze aangetrokken door wat feitelijk een magnetische zuidpool is.
Een verwant verschijnsel is elektromagnetisme, magnetisme dat ontstaat door een elektrische stroom. Maar in wezen wordt alle magnetisme veroorzaakt door een kringstroom of een veranderend elektrisch veld. 

## Achtergrond
Bij nadere beschouwing blijkt alle magnetisme in van nature magnetische of magnetiseerbare materialen, evenals elektromagnetisme, veroorzaakt te worden door bewegende elektrische ladingen. James Maxwell heeft, voortbouwend op onderzoek van onder anderen Michael Faraday, al in de negentiende eeuw een bijzonder elegante wiskundige formulering gegeven van de relatie tussen elektriciteit en magnetisme, die door Heaviside naderhand werd bijgeschaafd tot slechts vier differentiaalvergelijkingen, de vergelijkingen van Maxwell, waarmee alle huidige macroscopische elektrische en magnetische verschijnselen zijn te beschrijven.
De theorie van het magnetisme sluit niet uit dat er ook zogeheten magnetische monopolen bestaan: magneten die alleen uit een noordpool - of uit een zuidpool bestaan. Het magnetisme van zulke monopolen zou echter van een geheel andere orde zijn dan het bovengenoemde magnetisme, dat immers nog steeds oorsprong vindt in bewegende elektrische ladingen. Tot heden zijn echter deze magnetische monopolen nog niet gevonden, evenmin als aanwijzingen van werkelijk geïsoleerd bestaan.

## Magnetisch veld
De ene kant van een magneet heet noordpool, de andere zuidpool. Noord- en zuidpolen trekken elkaar aan met een aantrekking die afneemt met het kwadraat van de afstand ertussen. Gelijknamige polen (noord-noord en zuid-zuid) stoten elkaar echter af.
Veldlijnen zijn denkbeeldige lijnen die de richting van het magnetisch veld op een bepaald punt aangeven. Ze kunnen bij magneten worden zichtbaar gemaakt door een blad papier op een magneet te leggen en daar wat fijn ijzervijlsel op te strooien - dit zal zich groeperen langs de veldlijnen en deze zo zichtbaar maken.
Vrij in de ruimte opgestelde magneetjes blijken door hun magnetisme een invloed te ondergaan, zodat zij een bepaalde richting aannemen en een zekere kracht in die richting ondergaan. Kennelijk is aan elk punt van de ruimte een magnetische werking gebonden (een veld) met richting en grootte. Dit vectorveld is het magnetisch veld. Het veld wordt beschreven door de magnetische fluxdichtheid B ook magnetische inductie genoemd, of door de magnetische veldsterkte H, ook het H-veld geheten.
{\displaystyle B=\mu H}
waarin μ, de magnetische permeabiliteit, een eigenschap is van de materie ter plaatse van het veld.
De magnetische fluxdichtheid B wordt gemeten in de SI-eenheid tesla, die met de grondeenheden verbonden is via: 1 tesla = 1 Vs/m2. Vroeger gebruikte men de cgs-eenheid gauss, 1 gauss = 0,0001 tesla. De magnetische veldsterkte H wordt gemeten in de eenheid A/m, vroeger in de cgs-eenheid oersted, met: 1 oersted = 1000/4π A/m, bijna 80 A/m.
Het magnetisch veld wordt dus veroorzaakt door magneten, elektromagneten en elektrische stromen.

## Magnetisch gedrag van materialen
Wanneer een materiaal wordt blootgesteld aan een magnetisch veld kan het daarop op verschillende manieren reageren. Men onderscheidt:
- diamagnetisme
- ferromagnetisme
- antiferromagnetisme
- ferrimagnetisme
- paramagnetisme
  - Pauli-paramagnetisme
  - superparamagnetisme
- spinglasmagnetisme

Wanneer men in het normale spraakgebruik zegt dat een materiaal magnetisch is, bedoelt men meestal dat het ferromagnetisch (of soms ferrimagnetisch) gedrag vertoont. De krachten die bij dia- en paramagnetisch gedrag optreden, zijn veel kleiner en bij dit gedrag vertoont het materiaal geen eigen spontaan magnetisch veld. Grofweg kan men ze dus als niet-magnetisch beschouwen.
Diamagnetische materialen hebben de neiging de veldlijnen uit hun binnenste te verdringen, terwijl ferro-, ferri- en paramagnetische materialen ze juist in meerdere of mindere mate concentreren.

## Magnetisme in materialen
De bekendste vorm van magnetisme is ferromagnetisme dat, zoals de naam aangeeft, kan worden opgewekt in ijzer, en daarnaast in een aantal andere metalen en in een groot aantal legeringen.
Er zijn vier ferromagnetische elementen, namelijk ijzer, nikkel, kobalt, gadolinium. Neodymium en dysprosium zijn bij zeer lage temperaturen ferromagnetisch. Er zijn echter veel meer ferromagnetische legeringen, maar er bestaan ook gesinterde materialen die magnetisch zijn, zoals ferriet. IJzer kan worden gemagnetiseerd door het materiaal in een magnetisch veld te plaatsen, bijvoorbeeld opgewekt door een solenoïde, een spoel van geleidende draad waardoor een elektrische gelijkstroom loopt.
In ferromagnetische materialen wordt het magnetisch effect opgewekt doordat elektronenbanen in de atomen zich parallel aan elkaar gaan richten waardoor het magnetisme van afzonderlijke atomen niet meer wordt uitgemiddeld maar zich versterkt. Bij verhitten van een magneet gaat deze oriëntatie weer verloren en wordt het voorwerp gedemagnetiseerd. De temperatuur waarbij dit gebeurt is afhankelijk van het type materiaal, en wordt Curietemperatuur genoemd. Boven deze temperatuur gedraagt het materiaal zich paramagnetisch.
Naast vaste magnetische materialen zijn er ook magnetische vloeistoffen. Dat zijn vloeistoffen met magnetische deeltjes in suspensie zodat ze reageren op een magnetisch veld. Ze kunnen onderverdeeld worden in magnetorheologische fluida, waarbij de viscositeit verandert en ferrofluida die zich in het hoogste magnetisch veld gaan plaatsen.

## Elektromagnetisme
Rondom een geleidende draad waar een elektrische stroom door loopt, wordt een (elektro)magnetisch veld opgewekt. Voor de opgewekte magnetische flux geldt:
{\displaystyle {\mathit {\Phi }}=L\,I}
Daarin is:
Φ de magnetische flux uitgedrukt in weber
L de zelfinductie in henry
I de stroomsterkte in ampère
Een sterk magnetisch veld wordt bepaald door hoge stromen en een grote zelfinductie. Hoge stromen zijn niet altijd toelaatbaar, vandaar dat een sterk magnetisch veld verkregen wordt door een hoge zelfinductie in de vorm van een spoel.

## Aardmagnetisch veld
Ook de Aarde gedraagt zich als een grote magneet met veldlijnen die van de (magnetische) noordpool naar de zuidpool lopen. Men veronderstelt dat in het inwendige van de Aarde grote elektrische stromen lopen die dit magnetisme veroorzaken. Op bepaalde tijden keert de richting van deze stromen en met deze wending poolt de Aarde om: de magnetische noord- en zuidpool verwisselen van plaats. De naam van dit proces is omkering van het aardmagnetisch veld. Dit proces heeft sinds het ontstaan van de Aarde al vele malen plaatsgevonden zoals metingen van de magnetisatierichting van sedimentsgesteenten van verschillende ouderdom hebben aangetoond. Deze poolwisseling zou ook verband houden met de golf van uitsterving in het Perm en die in het Krijt.

## Toepassingen van magnetisme

### Elektromotoren en generatoren
Magneten zijn de basis voor
- Alle elektrische motoren
- Fietsdynamo's
- Onze elektriciteit
- Alternator
- Dynamo
- Wisselstroommotoren

### Elektromagnetische straling
In elektromagnetische straling komt een oscillerend elektrisch zowel als een oscillerend magnetisch veld voor. Deze velden zijn inherent aan elkaar gekoppeld. Zie ook de wetten van Maxwell.

### Kompas
Een kompas is een meetinstrument waarmee de richting van het magneetveld kan worden bepaald. Omdat de aarde een magneetveld heeft, kan met een kompas de richting van de noordpool van dit veld worden opgezocht. Een kompas bestaat uit een vrij opgehangen magnetische naald die met zijn magnetische noordpool naar de magnetische zuidpool van de aarde wijst, omdat noord en zuid elkaar aantrekken. De magnetische zuidpool van de aarde wordt het noorden genoemd, omdat de magnetische noordpool van het kompas naar het noorden wijst. De magnetische noordpool van de Aarde wordt het zuiden genoemd.

### Supergeleidende magneten
Een bijzondere vorm van magnetisme wordt bereikt door een zware magneet, geconstrueerd met een supergeleidende solenoïde. Daarmee kunnen sterkere magneetvelden worden opgewekt zonder noemenswaardige Jouleverliezen door elektrische weerstand. Bij een te sterk magnetisch veld dringt dit echter ook binnen in de supergeleidende draden van de solenoïde. Bij deze interne magneetvelden verdwijnen de supergeleidende eigenschappen van dergelijke materialen. De supergeleider wordt weer "normaal" en herkrijgt daardoor elektrische weerstand. Door de lopende stroom ontstaat dan vervolgens veel warmte, waardoor de (minder) supergeleidende draden ook nog eens warmer worden. Dit heeft weer tot gevolg dat de koelvloeistof (meestal vloeibaar Helium) gaat koken en verdampt. Al deze verschijnselen heten "quenchen" ('schrikken'). Dit beperkt de toepasbaarheid van deze supergeleidende magneten.

### Magnetische levitatie
Er zijn treinen die (zonder wielen) op een magnetische baan zweven, de maglevs, zogenaamde magneetzweeftreinen. In de wereld zijn er drie bedrijven die zulke treinen maken (in Japan, in Duitsland en in China), maar om bedrijfseconomische redenen en vanwege technische complicaties wordt deze vervoerstechniek nog weinig toegepast.